# Landstingets Ombudsmand
Landstingets ombudsmand (grønlandsk: Inatsisartut ombudsmandiat) er det grønlandske selvstyres ombudsmand, der - som i Danmark - agerer uafhængigt af det politiske system. Institutionen er oprettet ved en landstingsbeslutning i 1994. Ombudsmanden vælges af det grønlandske parlament Inatsisartut og kontrollerer på dets vegne, at den offentlige forvaltning under Grønlands selvstyre og de grønlandske kommuner handler i overensstemmelse med gældende ret og god forvaltningsskik.
Landstingets første ombudsmand var den grønlandske jurist Emil Abelsen, der tiltrådte i 1995. Han blev afløst af Vera Leth, der ligeledes er grønlandsksproget og har bestridt posten 1997-2023. Den 1. august 2023 tiltrådte Gedion Jeremiassen som ny ombudsmand.